# Orbuscyclops westaustraliensis
Orbuscyclops westaustraliensis – gatunek widłonoga z rodziny Cyclopidae; jedyny przedstawiciel rodzaju Orbuscyclops. Gatunek i rodzaj opisał w 2006 roku pracujący w Australii zoolog Tomislav Karanovic. Miejsce typowe to Australia, region Pilbara, rzeka Robe River.